# Papillentumor

1 Magen, 2 Gallenblase, 3 Gallengang, 4 Pankreasgang und Papilla Vateri, 5 Zwölffingerdarm, 6 Bauchspeicheldrüse

Papillentumoren sind Tumoren der Papilla Vateri, der Einmündungsstelle der Gallen- und Pankreasgänge in den Zwölffingerdarm. Durch ihre Lage verursachen sie Verdauungsstörungen, Gallestauungen und Entzündungen der Bauchspeicheldrüse. Sie können gut- oder bösartig sein.

## Epidemiologie und Pathologie
Papillentumoren sind selten. Bei Autopsien werden sie in ca. jedem 1000. Fall gefunden. Bösartige Papillentumoren machen ca. 0,5 % der Malignome des Magen-Darm-Traktes aus. Bei Menschen mit bestimmten angeborenen Syndromen wie der familiären adenomatösen Polyposis (FAP) sind Adenome allerdings wesentlich häufiger und zeigen dann auch eine erhebliche Entartungstendenz (siehe Adenom-Karzinom-Sequenz, 100-mal erhöhtes Krebsrisiko). Die meisten gutartigen Tumoren sind Adenome der Darmschleimhaut; andere können aus dem einreihigen Zylinderepithel. des Gallen- oder Pankreasganges entstehen. Beide Varianten können unter dem Einfluss der Gallenflüssigkeit zu Karzinomen entarten. Die Unterscheidung ist prognostisch wichtig und erfolgt mithilfe der Immunhistochemie. Andere bösartige Tumorarten (Karzinoide, neuroendokrine Tumoren) sind selten.

## Symptome und Diagnose
Viele Papillentumoren werden zufällig bei Magendarmspiegelungen entdeckt. Andere verursachen durch Verengung der Papille Gallestauungen oder eine obstruktive Pankreatitis (Entzündung der Bauchspeicheldrüse) mit den entsprechenden Symptomen wie Bauchschmerzen, Übelkeit und Gelbsucht. Bösartige Tumoren ab einer gewissen Größe können Blutarmut, Schwäche und Gewichtsverlust bedingen. Im Blut sind die für Lebererkrankungen typischen Enzyme, das Bilirubin, die Pankreasenzyme Lipase und Amylase sowie meistens auch die allgemeinen Entzündungsparameter erhöht. Der Nachweis ist mit einer Endoskopie leicht möglich. Weiterführende Methoden sind ERCP, Ultraschall (auch endoskopischer Ultraschall), Computertomographie oder Kernspintomographie. Ob ein Tumor gut- oder bösartig ist, entscheidet sich endgültig erst nach dessen vollständiger Entfernung und mikroskopischer Aufarbeitung durch den Pathologen.

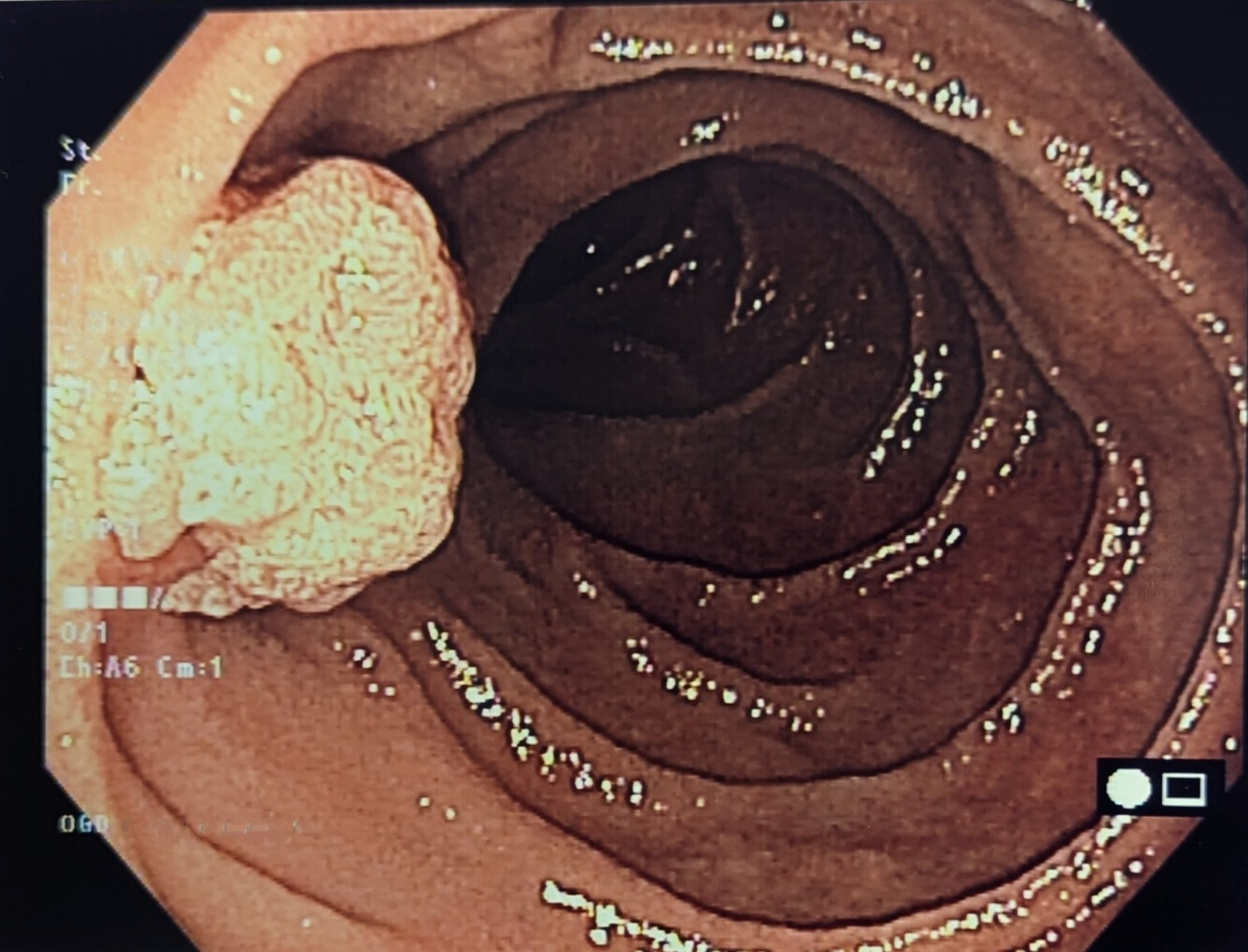
Adenom der Papilla Vateri

## Behandlung und Prognose
Sehr kleine, glatte Papillentumoren, die weder bluten noch Verhärtungen aufweisen, können als gutartig eingestuft und nur beobachtet werden. Alle anderen Tumoren müssen entfernt werden. Mit dem Endoskop ist das bei gutartigen, nicht zu großen Tumoren möglich, wenn sie nicht zu tief in die Papille eingewachsen sind; andere Befunde (>4–6 cm oder in die Tiefe wachsend) erfordern einen operativen Eingriff, der unter Vollnarkose in einem Krankenhaus durchgeführt wird. Bösartige Tumoren müssen mit Sicherheitsabstand entfernt werden, was in der Regel eine Teilentfernung der Bauchspeicheldrüse und der umgebenden Lymphknoten bedeutet. Ist die Einordnung unsicher, kann zunächst endoskopisch eine Gewebeprobe entnommen und abhängig vom Ergebnis der eigentliche Eingriff geplant werden. Chemotherapie und Strahlentherapie werden nur im Einzelfall eingesetzt. Eine Leitlinie ist für diese seltene Tumorart bisher nicht entwickelt worden.
Nebenwirkungen hängen von Art und Schwere des Eingriffs ab und betreffen vor allem Blutungen, Darmverletzungen, Gallengangsverengungen, Gallengangs- und Bauchspeicheldrüsenentzündungen. Die Rezidivrate endoskopisch entfernter Tumoren beträgt 15 %. Die Prognose der Papillenkarzinome liegt (stadienabhängig) bei bis zu 60 % Überlebenswahrscheinlichkeit nach 5 Jahren, schlechter für die vom Gallenepithel ausgehenden Befunde.

## Quelle
- H.-J. Schulz: Papillentumoren. In: Der Gastroenterologe. Band 8, Nr. 5, September 2013, S. 451–464, doi:10.1007/s11377-013-0803-1.
- Jürgen F. Riemann, Wolfgang Fischbach, Peter R. Galle, Joachim Mössner: Gastroenterologie in Klinik und Praxis. Georg Thieme Verlag, 2007, S. 1767 ff, ISBN 978-3-13-158361-1